# Privilège de secret d'État (États-Unis)

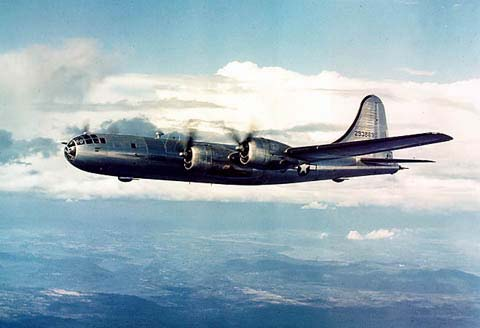
L'affaire de 1953 impliquait une action au civil contre le gouvernement des États-Unis de veuves de militaires décédés lors d'un accident d'un B-29 Superfortress en 1948.

Le Privilège de secret d'État (State Secret Privilege) est une règle juridique aux États-Unis restreignant l'usage des preuves, créée par la règle du précédent. De façon générale, c'est une règle de common law, ayant été importée aux États-Unis depuis le droit britannique,.
Elle consiste à écarter des preuves lorsque la sécurité nationale est en jeu, sans que le tribunal ne puisse, la plupart du temps, examiner la validité du prétexte invoqué. Cependant, la règle a été de plus en plus souvent utilisée pour écarter non seulement des preuves, mais la totalité d'une affaire, terminant ainsi par un non-lieu.
À la suite de l'usage fréquent par l'administration Bush de ce privilège, le Parti démocrate a présenté en 2008 une proposition de loi, le State Secrets Protection Act (en), visant à limiter les cas d'invocation de ce privilège, tandis qu'Eric Holder, l'attorney general du président Barack Obama, a annoncé une révision de la politique de l'exécutif vis-à-vis du secret d’État afin de restreindre les cas d'invocation de cette règle.

## Description de la règle du privilège
L'exécutif demande alors au tribunal d'écarter des preuves lors d'un procès, sur la base d'un affidavit affirmant que l'examen judiciaire de ces preuves risquerait de mettre en danger la sécurité nationale en général, et des secrets défense en particulier (cas de United States v. Reynolds (en), 1953, première affaire lors de laquelle la Cour a formellement reconnu cette règle; on invoque parfois le procès de la conspiration de Burr, au début du XIXe siècle, comme origine historique de cette règle).
Après une invocation par le gouvernement de ce privilège, le tribunal n'examine que rarement in camera (à huis clos) les preuves afin d'évaluer la légitimité du motif invoqué en faveur de sa non-révélation. Le matériel soumis à ce privilège est complètement retiré de l'affaire, et la Cour doit donc se contenter d'évaluer de quelle façon l'affaire est affectée par cette absence de preuves,.

## Règles distinctes
Cette règle ne vaut aujourd'hui que pour la procédure civile, ayant été formalisée en droit pénal par le Classified Information Procedures Act (en) (CIPA) de 1980, qui ne permet toutefois que d'empêcher l'examen de preuves de document tombant sous le régime de l'information classifiée (alors que dans le cas de la règle du privilège, un affidavit suffit à empêcher l'examen des documents, qu'ils soient effectivement classifiés ou non).
Elle se distingue aussi de la « règle Totten », dans laquelle la Cour s'abstient d'examiner une affaire en raison de la révélation de secret d’État à laquelle elle conduirait (du nom d'une affaire de 1875 (en) lors de laquelle la Cour suprême affirma que les tribunaux ne pouvaient connaître d'une affaire concernant un contrat entre un espion décédé et le président Lincoln, puisque cela aurait conduit à la révélation de secrets défense; cette affaire a été citée en 2005 dans Tenet v. Doe (en)). Enfin, elle ne concerne pas la publication d'information classifiée par la presse (voir, par exemple, New York Times Co. v. United States concernant la publication des Pentagon Papers lors de la guerre du Viêt-nam).

## Actualité (administration Bush et Obama)

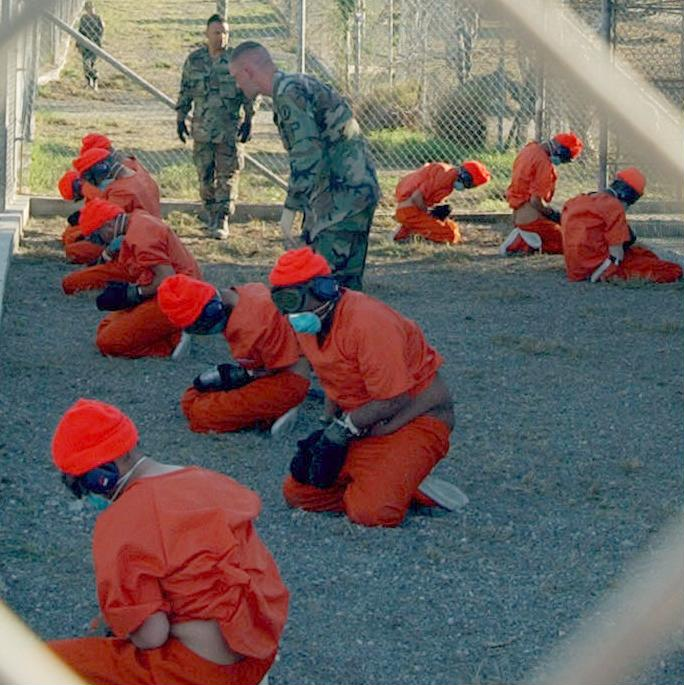
Des détenus du camp de Guantánamo au camp X-Ray. 11 janvier 2002. L'administration Bush a invoqué le privilège de secret d’État lors de procès concernant l'usage de la torture par le gouvernement américain.

L'administration Bush a invoqué à 47 reprises ce privilège, soit environ 6,4 fois par an, plus que le double que la moyenne (2,46) dans les 24 années précédentes. Elle l'a fait en particulier pour le programme d'écoutes téléphoniques illégales de la NSA, le programme d'extraordinary renditions et celui concernant l'usage de la torture. La justice refusa ainsi de connaître de l'affaire ACLU v. NSA (en) de même que d'une affaire concernant le détenu fantôme allemand Khalid El-Masri et que d'une autre concernant le syrio-canadien Maher Arar, illégalement transféré en Syrie où il fut torturé.
De surcroît, l'Executive Order 13233 (en) du 1er novembre 2001 étendait aux anciens présidents des États-Unis, et non seulement au gouvernement en activité, la possibilité de faire appel à ce privilège. Ceci a notamment permis d'empêcher de rendre publics les papiers de Ronald Reagan. Ce décret exécutif fut abrogé le jour même de l'investiture de Barack Obama, le 21 janvier 2009, par l'ordre exécutif 13 489.
Cet obstacle à la transparence a incité trois sénateurs démocrates, Ted Kennedy, Patrick Leahy et Arlen Specter, à déposer en 2008 une proposition de loi, baptisée State Secrets Protection Act (en), visant à limiter l'usage de ce privilège, notamment en contraignant l'administration à se soumettre à l'examen en huis clos par la Cour de la légitimité de l'invocation de cette règle.
L'administration Obama a également invoqué ce privilège, notamment dans l'affaire Mohammed vs. Jeppesen, une compagnie d'aviation civile utilisée par la CIA dans le cadre du programme d'extraordinary renditions,. Toutefois, l'attorney general Eric Holder a annoncé une révision de la politique officielle d'usage de ce privilège afin d'en restreindre la portée en attendant que le State Secrets Protection Act soit voté.

## Jurisprudence

### United States v. Reynolds
Dans l'affaire United States v. Reynolds (1953), les veuves de trois membres de l'équipage d'un bombardier B-29 Superfortress qui s'était écrasé en 1948 ont demandé les rapports d'accident du crash dans le cadre d'une poursuite en responsabilité contre le gouvernement des États-Unis, mais le gouvernement a refusé, prétextant que la divulgation de ces détails menacerait la sécurité nationale en révélant la nature de la mission ultra-secrète du bombardier. La Cour suprême a statué que le pouvoir exécutif pouvait interdire la présentation de preuves au tribunal s'il estimait que leur divulgation porterait atteinte à la sécurité nationale.
Début 2000, la fille de l'un des hommes tués dans le crash apprend en surfant sur Internet que le gouvernement avait déclassifié le rapport d’accident. Elle découvre alors, après avoir obtenu une copie du rapport, que contrairement aux affirmations du gouvernement à l'époque, le rapport d'accident ne contenait aucune information sur l'équipement secret de l'avion, à l'exception de la simple mention de la présence dudit équipement secret, un fait qui avait été rapporté dans la presse à l'époque. Ils contenaient cependant des informations sur le mauvais état de l'avion lui-même, ce qui aurait été très compromettant pour la cause de l'armée de l'air. De nombreux experts juridiques ont allégué que le gouvernement avait abusé du secret dans cette affaire historique.
En 2005, la Cour d'appel des États-Unis pour le troisième circuit rejette définitivement une poursuite visant à rouvrir le dossier, confirmant une décision d'un tribunal de première instance selon laquelle «il n'y a pas eu de fraude car les documents, lus dans leur contexte historique, auraient pu révéler des informations secrètes sur l'équipement testé à bord de l'avion et, dans une interprétation plus large, la revendication de privilège se référait à la fois à la mission et au fonctionnement du B-29». La Cour d'appel ajoute que même en excluant cette interprétation large, il est pratiquement impossible, compte tenu du temps écoulé, d'écarter la possibilité que des documents selon lesquels «la mission nécessitait un 'avion capable de larguer des bombes' et que la mission nécessitait un avion capable d'"opérer à des altitudes de 20 000 pieds et plus"» aient pu constituer «des éléments d'information apparemment insignifiants [qui] auraient été d'un grand intérêt pour un espion soviétique il y a cinquante ans.»

### Affaires Sibel Edmond
Ce privilège a été invoqué à deux reprises contre l'agente licenciée du FBI Sibel Edmonds, une fois lors d'un procès concernant des accusations d'Edmonds d'espionnage envers une de ses collègues, l'autre lors de son témoignage dans le cadre du procès Burnett v. Al Baraka Investment & Dev. Corp. de 2002, intenté par des familles des victimes des attentats du 11 septembre 2001.

### Affaire Horn
Il a aussi été invoqué en 2005 dans l'affaire Richard Horn, un ex-agent de la DEA qui se plaignait d'avoir été espionné par la CIA, certains agents espérant l'écarter. Cela a conduit la Cour à s'abstenir de juger de l'affaire . Bien que l'affaire fut rejugée en 2009, le privilège fut de nouveau accordé, et l'affaire se solda par un accord à l'amiable, Horn recevant 3 millions de dollars en compensation de l'État. Bien qu'ayant entériné l'usage du privilège, le juge Royce Lambert de la Cour d'appel du district de Columbia a critiqué en mars 2010 l'administration pour manque d'accountability (responsabilité), ayant des conséquences coûteuses du point de vue du contribuable.

### Affaire Notra Trulock
En février 2002, le privilège est invoqué dans l'affaire Notra Trulock, ex-chef de la sécurité du Département de l'Énergie qui a intenté un procès en diffamation contre Wen Ho Lee, scientifique de Los Alamos accusé d'avoir volé des secrets nucléaires, aboutissant au rejet de la poursuite.

### Sterling v. Tenet
Jeffrey Sterling était un agent afro-américain de la CIA qui avait intenté une action en justice pour discrimination raciale. Cette action a été rejetée en raison du privilège.

### Nira Schwartz
Le privilège a été invoqué dans l'affaire Schwartz vs. TRW (Civil No. 96-3065, Central District, California), une demande de qui tam par Schwartz. L'intervention et l'affirmation du privilège des secrets d'État par le gouvernement ont abouti au rejet de l'affaire.

### Crater Corporation
Le privilège est invoqué devant la Cour d'appel des États-Unis pour le circuit fédéral dans l'affaire Crater Corporation vs. Lucent Technologies Inc. and AT&T Company, en septembre 2005. Crater est empêchée de procéder à la «discovery» dans sa poursuite pour contrefaçon de brevet (brevet américain n° 5 286 129) par l'intervention des États-Unis selon laquelle la découverte pourrait causer «des dommages extrêmement graves à la sécurité nationale». La poursuite concernait des dispositifs de couplage de fibres optiques sous-marins à connexion humide sous la mer.

### ACLU vs. NSA
Le 17 août 2006, dans le cadre d'une poursuite intentée par l'ACLU contre la NSA au Michigan au nom de divers universitaires, journalistes, avocats et organisations nationales à but non lucratif, la juge Anna Diggs Taylor statue que le Programme de surveillance électronique de la NSA est inconstitutionnel et doit être interrompu, malgré l'invocation du privilège par le gouvernement. Elle maintient la doctrine, mais conclut que les déclarations publiques du gouvernement concernant l'opération sont admissibles et constituent une preuve suffisante pour que l'affaire se poursuive sans aucune preuve privilégiée ou découverte. Le 6 juillet 2007, la Cour d'appel du sixième circuit annule la décision de Taylor, statuant à deux voix contre une que l'ACLU ne peut pas, compte tenu du privilège, produire de preuves susceptibles de prouver qu'elle a été mise sur écoute à tort par la NSA et qu'elle n'est donc pas  en mesure de prouver qu'elle a l'intérêt à agir nécessaire pour porter une telle affaire devant les tribunaux, peu importe la légalité du programme. Le 19 février 2008, la Cour suprême refuse d'entendre l'appel de l'ACLU.

### Hepting v. AT&T
En avril 2006, l'administration Bush prend des mesures pour utiliser la règle du secret d'État afin de bloquer une action en justice contre AT&T et la National Security Agency intentée par l'Electronic Frontier Foundation.  L'EFF allègue que le gouvernement dispose de salles informatiques secrètes effectuant une surveillance illégale à grande échelle des citoyens américains. Le juge Vaughn Walker rejette l'invocation du privilège le 20 juillet 2006, estimant que «le gouvernement a ouvert la porte à une enquête judiciaire en confirmant et en niant publiquement des informations importantes sur sa surveillance du contenu des communications». Cependant, la poursuite est rejetée le 3 juin 2009, les entreprises de télécommunications ayant obtenu une immunité rétroactive contre de telles poursuites en vertu du FISA Amendments Act de 2008.

### Khalid El-Masri
En mai 2006, la poursuite pour détention illégale de Khalid El-Masri est rejetée sur la base du privilège, invoqué par la CIA. Khalid El-Masri allègue avoir été détenu à tort par la CIA pendant plusieurs mois (ce que la CIA reconnaît) et avoir été battu, drogué et soumis à de la torture et à des traitements dégradants et inhumains pendant sa captivité aux États-Unis. Il est finalement libéré par la CIA sans qu'aucune accusation n'ait jamais été retenue contre lui par le gouvernement américain. Le juge T. S. Ellis III rejette la poursuite car, selon lui, le simple fait de tenir des audiences dans cette affaire mettrait en péril des secrets d'État, comme l'affirme la CIA.  Le 2 mars 2007, la Cour d'appel des États-Unis pour le quatrième circuit confirme la décision. Le 9 octobre 2007, la Cour suprême refuse d'entendre l'appel.

### Maher Arar
Le privilège est invoqué dans une poursuite où Maher Arar, une victime torturée et accusée à tort, cherche à poursuivre le procureur général John Ashcroft pour son rôle dans l'expulsion d'Arar vers la Syrie pour y subir la torture et lui extorquer de faux aveux. Il est formellement invoqué par le procureur général adjoint James B. Comey dans des documents juridiques déposés auprès du tribunal du district Est de New York. L'invocation se lit comme suit: «Débattre de la plainte du plaignant nécessiterait la divulgation d'informations classifiées», qui, selon les termes de l'invocation, comprennent la divulgation des motifs de sa détention en premier lieu, les motifs du refus de l'expulser vers le Canada comme il l'avait demandé et les motifs de son envoi en Syrie. Le 16 février 2006, le juge David Trager rejette la plainte d'Arar contre des membres de l' administration de George W. Bush,  basant sa décision sur des raisons de sécurité nationale, déclarant par le fait même la question du privilège «sans objet». Le 30 juin 2008, la Cour d'appel des États-Unis pour le deuxième circuit confirme le rejet de la poursuite. Le 13 août 2008, la presse révèle que le deuxième circuit a accepté de réexaminer l'affaire en banc. Dans une décision de 7 contre 4 datée du 2 novembre 2009, l'ensemble de la Cour d'appel confirme la décision de première instance. En rejetant la demande d'Arar, le juge en chef Dennis Jacobs écrit : «Notre décision n'exclut pas le contrôle judiciaire et la surveillance dans ce contexte. Mais si un recours civil en dommages-intérêts doit être créé pour les préjudices subis dans le contexte de la restitution extraordinaire, il doit être créé par le Congrès, qui seul a la compétence institutionnelle pour fixer les paramètres, délimiter les zones de sécurité et spécifier les mesures de réparation. Si le Congrès choisit de légiférer sur ce sujet, alors un contrôle judiciaire de cette législation sera disponible.»  En juin 2010, la Cour Suprême refuse d'entendre l'appel d'Arar.

### Jane Doe et al. v. CIA
Le 4 janvier 2007, la juge Laura Taylor Swain du tribunal de district ordonne le rejet de l'affaire Jane Doe et al. v. CIA , 05 Civ. 7939 en se fondant sur le secret d'État, car cela mettrait en danger les «systèmes d'armes […] des navires de guerre de notre nation». Jane Doe et ses enfants ont poursuivi la CIA après que l'emploi secret de son mari à la CIA ait été «immédiatement résilié pour des raisons non spécifiées» et qu'ils aient été contraints de quitter les États-Unis pour un pays où la plaignante reste «pratiquement prisonnière dans sa maison».

### Enterprises Shipping & Trading v. United Against Nuclear Iran
En juillet 2013, le magnat grec du transport maritime Victor Restis intente un procès en diffamation contre United Against Nuclear Iran pour avoir affirmé que ses sociétés étaient «des prête-noms pour les activités illicites du régime iranien». En mars 2015, l'administration Obama et le ministère de la Justice déclarent que des détails concernant United Against Nuclear Iran étaient soumis au secret d'État américain et que «la divulgation de ces informations porterait préjudice à la sécurité nationale», conduisant au rejet de la poursuite. Quatre cas antérieurs ont été cités dans lesquels un tribunal américain a rejeté des poursuites pour des motifs de secret d'État sans implication directe du gouvernement, mais c'est la première fois que ni le gouvernement ni un sous-traitant de la défense n'étaient directement impliqués,.

### General Dynamics Corp. v. United States
Dans l'arrêt General Dynamics de 2011, la Cour Suprême statue à l'unanimité que «lorsqu'un litige aboutit à la divulgation de secrets d'État, les tribunaux ne peuvent pas juger les demandes et ne peuvent accorder de réparation à l'une ou l'autre des parties». General Dynamics poursuivait le Département de la Défense des États-Unis pour rupture de contrat après résiliation du contrat pour la construction du A-12 Avenger.

### Federal Bureau of Investigation v. Fazaga
Entre 2006 et 2007, le FBI a eu recours à un informateur, Craig Monteilh, pour intégrer le Centre islamique d'Irvine à Irvine, en Californie, et pour installer une surveillance électronique dans la mosquée et les maisons et bureaux des membres. Le FBI a mis fin à son rôle après avoir perdu confiance en lui, et il s'est retrouvé en prison pour des accusations de drogue distinctes, où il a été poignardé à plusieurs reprises pour avoir été un indic. Il intente alors une action en justice contre le FBI pour ne pas l'avoir protégé, révélant de nombreux détails sur son rôle d'informateur. Des membres du Centre islamique d'Irvine intentent alors une action en justice contre le FBI pour de nombreuses accusations liées à la violation de leurs droits en 2011, mais le FBI affirme que l'affaire doit être abandonnée en invoquant leur privilège de secret d'État, car un litige constituerait une menace pour la sécurité nationale. Le tribunal de première instance statue en faveur du FBI, mais le neuvième circuit annule partiellement la décision, déclarant qu'en vertu de la section 1806(f) du Foreign Intelligence Surveillance Act, le droit des plaignants à intenter une action en justice l'emportait sur le privilège du FBI. Le FBI s'adresse alors à la Cour suprême, qui, en mars 2022, statue à l'unanimité que le FISA ne change pas la portée du privilège de secrets d'État, annulant ainsi la décision du neuvième circuit.

### United States v. Zubaydah
Le Privilège de secret d'État est invoqué dans le cadre d'une demande de «discovery» ex parte d'Abou Zoubaydah, un détenu de Guantánamo cherchant à obtenir les témoignages de James Elmer Mitchell et John Jessen, deux ex-contracteurs de la CIA impliqués dans la conception du programme de torture de la CIA. Zoubaydah souhaite déposer ces témoignages en preuve dans une enquête criminelle en Pologne sur la torture qu'il a subi dans ce pays dans un «site noir» de la CIA. Cependant, la CIA s'y oppose, affirmant que toute information concernant le site noir est classifiée et ne peut être divulguée. Le 21 février 2018, le juge Justin L. Quackenbush ordonne le rejet de la poursuite, validant l'invocation du privilège. Tout en déclarant que «L’argument du Gouvernement selon lequel la simple confirmation qu’un lieu de détention a été exploité en Pologne constituerait un risque grave pour la sécurité nationale n'est pas convaincant» car «La réalité d'une telle opération a été largement rapportée, a été reconnue par l'individu qui était Président de la Pologne à l'époque où le site aurait fonctionné, et a été déclaré prouvé hors de tout doute raisonnable par la Cour européenne des droits de l'homme», il conclut toutefois qu'«obliger Mitchell et Jessen à répondre sur le seul fait de savoir si des opérations étaient menée en Pologne ne semblerait pas d’une grande utilité, voire aucune, pour une enquête polonaise. L'avocat des pétitionnaires a plutôt déclaré qu'il serait utile que Mitchell et Jessen puissent identifier s'il y avait des fonctionnaires étrangers (polonais) sur le lieu de détention et la nature de leurs rôles sur le site». Cependant, la Cour d'appel des États-Unis pour le neuvième circuit conclut que «le tribunal de district a commis une erreur en annulant les assignations à comparaître dans leur intégralité plutôt que de tenter de démêler les informations non privilégiées des informations privilégiées», statuant que «Pour être un "secret d’État", un fait doit d’abord être un "secret"»,. Malgré l'avis dissident de 12 juges, la cour d'appel refuse de réexaminer l'affaire en banc.
Le 3 mars 2022, la Cour Suprême infirme la décision du neuvième circuit par un vote majoritaire de 7 contre 2. Selon le juge Stephen Breyer, rejoint en totalité par le juge en chef John Roberts et en partie par les juges Brett Kavanaugh et Amy Coney Barrett, même si des informations sur le site noir de la CIA en Pologne ont été révélées publiquement, le type d'informations recherchées par Zoubaydah «tendrait à confirmer (ou à nier) l'existence d'un site de détention de la CIA en Pologne», et il y a donc des motifs raisonnables pour que le gouvernement considère toute confirmation supplémentaire comme une question de sécurité nationale, car cela pourrait potentiellement révéler l'existence de sites noirs dans d'autres pays.
Le juge Clarence Thomas rédige un avis concordant au jugement auquel se joint le juge Samuel Alito. Selon Thomas, la poursuite doit être rejetée car Zoubaydah n'a pas démontré qu'il a réellement besoin des informations qu'il recherche, et il n'était donc pas nécessaire que le tribunal décide si les informations sont protégées par le secret d'État. La juge Elena Kagan rédige également un avis concordant, déclarant que l'affaire devrait être renvoyée au tribunal de première instance pour examiner si certaines informations recherchées par Zoubaydah peuvent être séparées des secrets d'État.
Le juge Neil Gorsuch rédige l'opinion dissidente, à laquelle se joint Sonia Sotomayor. Gorsuch fait valoir que le fait que Zoubaydah ait été détenu dans un site noir en Pologne entre 2002 et 2003 est désormais de notoriété publique et ne serait donc plus un secret d'État, et dit s'inquiéter de la surclassification des informations par le gouvernement. Il déclare également, en accord avec Kagan, que l'affaire devrait être renvoyée devant le tribunal de première instance pour déterminer quelles informations peuvent être obtenues sans invoquer le secret d'État,.